# 래시드 베흐부도프
래시드 매지드 오글루 베흐부도프(아제르바이잔어: Rəşid Məcid oğlu Behbudov, 러시아어: Раши́д Меджи́д оглы Бейбу́тов 라시드 마지드 오글리 베이부토프[*], 1915년 12월 14일 ~ 1989년 6월 9일)는 소련과 아제르바이잔의 가수이자 배우였다. 그는 종종 "아제르바이잔의 황금 목소리"로 불리며, 여러 언어로 노래를 불렀다.

## 생애
베흐부도프는 1915년 트빌리시에서 가수 매지드 베흐부도프와 피루자 바킬로바 사이에서 태어났다. 그의 형제자매로는 연극 연출가 안바르 베흐부도프와 배우 나지바 베흐부도바가 있다.
1934년부터 1944년까지 예레반에 위치한 필하모닉 극장에서 활동했으며, 1940년대 중반에는 작곡가이자 피아니스트인 토피크 굴리예프와 창작 협업을 시작했다. 1945년, 굴리예프의 초청으로 바쿠로 이주하였고, 같은 해 위제이르 하즈배요프의 희곡을 원작으로 한 영화 《천 조각 상인》(아제르바이잔어: Arşın Mal Alan)에서 주인공 아스가르 역을 맡았다. 이 영화에서의 연기와 그의 뛰어난 가창력은 아제르바이잔 전역에 그의 이름을 알리는 계기가 되었다.
짧은 시간 안에 베흐부도프는 아제르바이잔의 대표적인 대중가수로 자리매김하였다. 그의 레퍼토리는 고전적인 성악 작품부터 서정적인 대중가요에 이르기까지 폭넓었으며, 드문 성악적 재능 덕분에 소련의 "철의 장막"을 넘어 해외 무대에도 진출할 수 있었다. 그는 이란, 튀르키예, 인도, 중국, 일본, 아르헨티나를 포함한 유럽, 아시아, 라틴아메리카 여러 국가에서 순회 공연을 펼쳤다. 베흐부도프는 러시아어, 아제르바이잔어, 아르메니아어, 조지아어를 비롯한 10여 개 언어로 노래를 불렀다.
1966년, 그는 자신의 이름을 딴 국립 가곡극장을 설립하고, 이 극장의 솔리스트이자 예술감독으로 활동하였다.
그는 제이란 베흐부도바와 결혼하였으며, 오페라 가수인 딸 래시다 래시드를 두었다.